# Iron (rapero)
Jung Hun-cheol (8 de enero de 1992 - 25 de enero de 2021), más conocido por su nombre artístico Iron (Hangul : 아이언), fue un rapero surcoreano. Fue concursante de Show Me the Money 3. Lanzó su primer álbum, Rock Bottom, el 9 de septiembre de 2016.

## Discografía

### Álbumes de estudio
| Título      | Detalles del álbum | Posición más alta | Ventas     |
| Título      | Detalles del álbum | KOR               | Ventas     |
| ----------- | --- | ----------------- | ---------- |
| Rock Bottom | - Lanzamiento: 9 de septiembre de 2016 - Discografía: Cow, Blockberry Creative, NHN Entertainment - Formatos: CD, Descarga digital | 24                | - KOR: 752 |

### Singles
| Título                                                | Año                    | Posición más alta      | Ventas (DL)            | Álbum                  |
| Título                                                | Año                    | KOR                    | Ventas (DL)            | Álbum                  |
| Como artista principal                                | Como artista principal | Como artista principal | Como artista principal | Como artista principal |
| ----------------------------------------------------- | ---------------------- | ---------------------- | ---------------------- | ---------------------- |
| "I Am"                                                | 2014                   | 31                     | - KOR: 218,369         | Show Me the Money 3    |
| "Malice" (독기)                                       | 2014                   | 2                      | - KOR: 671,664         | Show Me the Money 3    |
| "Puss" with Shin Ji-min                               | 2015                   | 1                      | - KOR: 992,890         | Unpretty Rapstar       |
| "Blu" feat. Babylon                                   | 2015                   | 35                     | - KOR: 133,709         |                        |
| "System"                                              | 2016                   | 85                     | - KOR: 28,216          | Rock Bottom            |
| "Rock Bottom"                                         | 2016                   | —                      |                        | Rock Bottom            |
| Como artista destacado                                |                        |                        |                        |                        |
| "Erase" (지워) Hyolyn and Jooyoung feat. Iron         | 2014                   | 9                      | - KOR: 495,758         |                        |
| "Crazy (Guilty Pleasure)" Jonghyun feat. Iron         | 2015                   | 5                      | - KOR: 105,957         | Base                   |
| "Don't Be Shy" (아끼지마) Primary feat. Choa and Iron | 2015                   | 10                     | - KOR: 402,060         | 2                      |

## Asuntos legales
En noviembre de 2016 fue condenado por fumar marihuana y recibió una sentencia de ocho meses, suspendida por dos años.
En noviembre de 2018 fue declarado culpable de múltiples cargos de agresión contra su exnovia. Se dijo que la había golpeado en la cara durante el acto sexual, provocándole fracturas; también la estranguló cuando intentó terminar la relación, además de lastimarse con un cuchillo de cocina y amenazar con culparla a ella. Luego reveló su identidad en entrevistas con los medios durante el proceso judicial y la difamó públicamente, llamándola masoquista y negando haber actuado mal.
En diciembre de 2020 fue nuevamente arrestado por asalto con un bate de béisbol contra su compañero de cuarto, que en ese momento era menor de edad.

## Muerte
El 25 de enero de 2021 a las 10.25 a. m. una guardia de seguridad descubrió a Iron tirado en un macizo de flores afuera de un complejo de apartamentos, sangrando. Fue llevado a un hospital local pero fue declarado muerto a su llegada.